# Inter-Services and Dominions Rugby Championship
Inter-Services and Dominions Rugby Championship, anche chiamato Imperial Trophy o più comunemente King's Cup dal nome del trofeo assegnato, fu una competizione di rugby a 15 organizzata nel periodo immediatamente successivo alla fine della prima guerra mondiale tra le squadre delle forze armate dell'impero britannico (l'esercito e l'aviazione militare del Regno Unito, le forze armate canadesi, quelle sudafricane, quelle australiane e quelle neozelandesi), le quali vantavano nelle proprie file numerosi giocatori che avevano, o avrebbero in seguito, rappresentato i loro rispettivi Paesi a livello internazionale.
Per la particolarità del torneo, che per un mese e mezzo raggruppò sul suolo britannico i migliori giocatori dell'impero e del mondo, la manifestazione, il cui esito fu deciso da uno spareggio allo stadio londinese di Twickenham tra l'esercito britannico e le forze armate neozelandesi (NZEF) davanti al re Giorgio V, viene spesso indicata come il prodromo della Coppa del Mondo di rugby (che vide la luce solo nel 1987), quando non «la Coppa del Mondo di rugby ante-litteram» o «la prima Coppa del Mondo di rugby».
Essendo tale torneo riservato solo alle forze armate della Corona britannica, non vi prese parte alcuna rappresentativa militare francese, la quale disputò due mesi più tardi i Giochi Interalleati; tuttavia fu promesso ai francesi un incontro con la vincitrice del torneo, cosa che avvenne.

## Storia

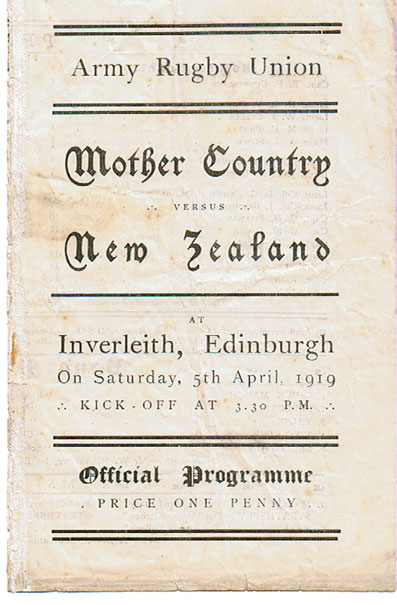
Il programma dell'incontro di Edimburgo tra le squadre dell'esercito britannico e le forze armate neozelandesi

Allo scoppio della prima guerra mondiale numerosi britannici tesserati come giocatori nelle squadre di rugby a 15 delle quattro federazioni del Regno Unito si arruolarono volontari nelle forze armate; già nei primi mesi di guerra molti di essi erano morti in battaglia, tanto che a settembre 1914 Rugby Football Union decretò a tempo indeterminato la sospensione di qualsiasi attività; stessa decisione fu de facto presa dalla Scottish Rugby Football Union e, nel dicembre successivo, anche dall'Irish Rugby Football Union; in tale periodo sorse anche una polemica con la Football Association – i cui giocatori erano all'epoca già professionisti – che aveva permesso manovre disincentivanti da parte delle società affiliate verso i loro calciatori per dissuaderli dal reclutamento militare.
A testimonianza della disparità del numero di arruolamenti volontari tra mondo del calcio e quello del rugby vi sono resoconti da parte di reclutatori delle forze armate inviati durante un sabato di campionato di calcio del settembre 1914 ai campi londinesi di Chelsea e Arsenal che riferiscono di aver arruolato solo un volontario tra i sostenitori di quest'ultima squadra.
Alleate alle truppe appartenenti all'Impero britannico vi erano anche quelle che ne avevano fatto parte fino a poco prima, ossia quelle di Australia (indipendente dal 1901), Nuova Zelanda (dal 1907) e Sudafrica (dal 1910), le quali allineavano numerosi rugbisti tra i loro ranghi.
Questo aveva fatto sì che durante il conflitto, sui vari campi di battaglia, si fosse continuato a giocare a rugby sia come diversivo per le truppe, sia per rinsaldare lo spirito di corpo e migliorare la forma fisica dei soldati.
Dopo la resa degli imperi centrali nel 1918 terminarono le ostilità ma rimase in piedi il blocco navale contro la Germania; le truppe alleate quindi, sia nel Regno Unito che nel resto d'Europa, non furono rimpatriate subito (il trattato definitivo di pace sarebbe stato firmato a Versailles il 28 giugno 1919).
A gennaio 1919 il ministero britannico della guerra organizzò quindi un torneo di rugby da tenersi tra le forze armate dei Paesi dell'impero o ex colonie; la federazione inglese collaborò all'organizzazione e si mostrò ben disposta anche verso i giocatori di rugby a 13, prolungando la sospensione, decisa in periodo bellico, del bando a loro carico dal prendere parte a qualsiasi incontro di rugby a 15 in Inghilterra; il Times promosse con vigorìa l'iniziativa del ministero della guerra, scrivendo che «…il rugby non è solo lo sport nazionale ma imperiale: è lo sport delle più rigorose delle nostre colonie; è lo sport delle forze armate che hanno vinto la più dura e truce guerra della loro storia».
A tenere le fila dell'organizzazione fu il maggior generale Charles H. Harington; originariamente il Regno Unito avrebbe dovuto presentare tutte e tre le forze armate ma, come poi spiegò Wavell Wakefield, nella vita civile dirigente sportivo e giocatore dell'Harlequins e in tale torneo capitano della squadra di rugby della RAF, la Marina preferì non partecipare ritenendo di non avere una squadra abbastanza competitiva; presero quindi parte le squadre delle altre due forze armate e quella dell'esercito fu chiamata Mother Country (Madrepatria).
Ciò implicò che quella delle forze di terra fosse anche la migliore delle squadre messe in campo dal ministero della guerra, come certificato dal numero di giocatori già o in futuro internazionali.

## Il torneo
La formula adottata fu quella del girone all'italiana; tutta la Gran Bretagna ospitò il torneo, in particolare la Scozia con Inverleith a Edimburgo, il Galles con Swansea e Rodney Parade a Newport, e l'Inghilterra con Bradford, Gloucester (Kingsholm), Leicester, Londra (Twickenham, in cui si tennero cinque incontri più lo spareggio finale) e Portsmouth.
Le rappresentative che presero parte al torneo furono, oltre alle squadre dell'esercito e dell'aviazione britannica, quelle delle forze armate australiane, neozelandesi (con il nome di New Zealand Expeditionary Force, il cui acronimo, NZEF, apparve sull'uniforme nera sotto una felce), sudafricane e, nel ruolo di ambasciatrici del gioco in America del Nord, quelle canadesi.
Secondo pronostico, i canadesi si rivelarono la squadra meno esperta e, quindi, più debole del torneo, perdendo tutte le partite; alla vetta del torneo si affiancarono l'esercito britannico e le forze armate neozelandesi, che inflissero alla madrepatria l'unica sconfitta del torneo, a Edimburgo, mentre invece dovettero subire il loro unico rovescio a Bradford contro i loro rivali storici australiani.
Ai fini dell'assegnazione del torneo fu quindi necessario uno spareggio che fu disputato allo stadio londinese di Twickenham il 16 aprile 1919, e che fu vinto dai neozelandesi per 9-3.
Le forze armate francesi, impegnate di lì a poche settimane nei Giochi Interalleati di Parigi, non furono invitate a prendere parte a una manifestazione nata, in definitiva, sia come evento celebrativo delle forze armate dell'impero britannico che come evento per cementare lo spirito di corpo dei suoi militari; tuttavia, agli alleati di guerra francesi fu promesso un incontro con la vincitrice del torneo britannico, cosa che avvenne il 19 aprile 1919 quando le rappresentative delle forze armate neozelandesi e francesi si incontrarono a Twickenham alla presenza del re Giorgio V che, prima dell'incontro, consegnò la coppa dei vincitori del torneo a Jack Ryan, capitano della squadra neozelandese.
Gli oceaniani vinsero 20-3 e, nel ritorno due settimane più tardi a Parigi, ribadirono la supremazia imponendosi 19-16.
Il Times descrisse quello di Twickenham contro i francesi come «…più che un incontro di rugby: pareva più una festa nazionale cui la presenza del re Giorgio V, dei suoi quattro figli, di sir Douglas Haig, di sir Henry Wilson (capo di stato maggiore), della delegazione francese e dell'alto commissario per la Nuova Zelanda conferissero un significato speciale: quello di un incontro che celebrava la Vittoria».

### Risultati
| Data      | Incontro                 | Risultato | Città      |
| --------- | ------------------------ | --------- | ---------- |
| 1-3-1919  | RAF — N. Zelanda         | 3-22      | Swansea    |
| 8-3-1919  | N. Zelanda — Canada      | 11-0      | Portsmouth |
| 8-3-1919  | Madrepatria — Australia  | 6-3       | Leicester  |
| 8-3-1919  | RAF — Sudafrica          | 0-12      | Londra     |
| 15-3-1919 | Madrepatria — RAF        | 29-6      | Londra     |
| 15-3-1919 | Australia — Sudafrica    | 8-5       | Newport    |
| 22-3-1919 | Sudafrica — Canada       | 31-0      | Newport    |
| 29-3-1919 | Madrepatria — Canada     | 22-0      | Edimburgo  |
| 29-3-1919 | N. Zelanda — Sudafrica   | 14-5      | Londra     |
| 29-3-1919 | RAF — Australia          | 7-3       | Gloucester |
| 5-4-1919  | Australia — Canada       | 38-0      | Londra     |
| 5-4-1919  | Madrepatria — N. Zelanda | 3-6       | Edimburgo  |
| 9-4-1919  | Australia — N. Zelanda   | 6-5       | Bradford   |
| 12-4-1919 | Madrepatria — Sudafrica  | 21-12     | Londra     |
| 12-4-1919 | RAF — Canada             | 11-3      | Leicester  |

|  | Classifica           | G | V | N | P | F+ | S-  | FS±  | PT |
|  | -------------------- | - | - | - | - | -- | --- | ---- | -- |
|  | British Army         | 5 | 4 | 0 | 1 | 81 | 27  | +54  | 8  |
|  | New Zealand Services | 5 | 4 | 0 | 1 | 58 | 17  | +41  | 8  |
|  | Australian Services  | 5 | 3 | 0 | 2 | 58 | 23  | +35  | 6  |
|  | SA Combined Services | 5 | 2 | 0 | 3 | 65 | 43  | +22  | 4  |
|  | Royal Air Force      | 5 | 2 | 0 | 3 | 37 | 69  | -32  | 4  |
|  | Canadian Services    | 5 | 0 | 0 | 5 | 3  | 113 | -110 | 0  |

## I giocatori
Al torneo presero parte complessivamente 170 giocatori: 33 dal Canada, 32 dalla Nuova Zelanda, 28 dall'esercito britannico, 27 dall'aeronautica, 26 dall'Australia e 24 dal Sudafrica.
Tranne il Canada, tutte le altre formazioni in gara schieravano giocatori internazionali: 22 l'esercito britannico e 8 l'aeronautica (ripartiti tra inglesi, gallesi, scozzesi e irlandesi); 11 la Nuova Zelanda, 10 l'Australia e 9 il Sudafrica.
Era stato deciso che il torneo fosse aperto ai militari di qualsiasi grado e stato giuridico, anche se le forze armate britanniche di fatto schierarono solo ufficiali: 27 su 27 la RAF (incluso il capitano della squadra Wavell Wakefield) e 27 su 28 la Madrepatria, il cui unico sottufficiale fu un sergente gallese, Ivor Jones.
Il Sudafrica schierò 18 ufficiali su 26 giocatori, il Canada 8 su 33, l'Australia 7 e la Nuova Zelanda solo uno.

## Eredità culturale
Il torneo non fu scevro da polemiche: la principale riguardò la presenza di giocatori di rugby a 13 in squadra.
La federazione inglese, infatti, aveva sospeso il bando contro i tredicisti per tutta la durata della guerra e l'aveva reintrodotto alla fine delle ostilità; l'unica eccezione era per quei giocatori ancora arruolati che non fossero tornati a giocare per i propri club.
Billy Seddon, un tenente della RAF, era uno di essi, l'unico tredicista in squadra: benché vi fossero malumori all'idea di selezionarlo, il fatto che Wavell Wakefield lo impose vinse le resistenze; Seddon mise a segno i punti decisivi con cui la RAF batté 7-3 l'Australia.
Al contrario del Regno Unito, l'Australia, Paese in cui il XIII era già consolidato da prima della guerra a livello professionistico, non ebbe problemi a schierare numerosi giocatori della disciplina rivale: non meno di cinque tredicisti, infatti, facevano parte della squadra australiana; tra di essi i più notevoli furono Tom Stenning, che marcò l'unica meta del suo Paese nella sconfitta contro la Madrepatria per 3-6 e Darb Hickey, che fu internazionale doppio di 13 e di 15.
Nonostante il contributo dei tredicisti alla buona riuscita del torneo, la RFU non applicò ulteriori proroghe alla sospensione del loro bando e mantenne una rigorosa politica di penalizzazione del professionismo, ufficializzata già nel 1886 e inasprita nel 1895 con la separazione dei club del Nord Inghilterra e la nascita del rugby a 13, manovra che il docente di storia dello sport Tony Collins attribuisce alla volontà élitaria della RFU di non subìre l'influenza della classe lavoratrice, già entrata nel calcio e nel rugby a 13 grazie ai compensi erogati a fronte delle prestazioni sportive.
Tanta era l'ostinazione della RFU di impedire qualsiasi forma di transazione economica, fosse pure sotto forma di rimborso di spese di viaggio o di ore di lavoro perse per giocare, che già dal 1895 aveva introdotto una norma che imponeva a qualsiasi club accusato di appoggiare il professionismo di provare la propria estraneità all'accusa; non sorprese quindi che, terminato il torneo, non vi fu più spazio per i tredicisti nel gioco a quindici, che tornò per loro a essere off-limits.
Durante il torneo riaffiorarono anche vecchie tensioni e divergenze di vedute tra Emisfero nord e sud circa il gioco e le modifiche regolamentari: i britannici sollevarono critiche sull'eccessiva vigoria e lo scarso spirito di fair play degli oceaniani, accusandoli di guardare più al risultato che al gioco; in particolare, durante l'incontro di Leicester tra la Madrepatria e le truppe australiane, il gioco di queste ultime fu giudicato ostruzionistico e il pubblico britannico chiese a gran voce provvedimenti disciplinari nei confronti degli avversari che mettevano in atto tecniche di antigioco.
Al di là degli aspetti sportivi, l'analisi di Tony Collins sui risvolti sociali del torneo mette in luce come esso valse a rivelare i veri e profondi legami tra l'élite (civile e militare) dell'impero britannico e il rugby, sport di riferimento delle classi agiate del Paese e capace di attrarre il sostegno della monarchia, degli stati maggiori e dei governatori coloniali a differenza del calcio, più popolare nelle isole britanniche ma appannaggio delle classi mediobasse.
La competizione fu consegnata alla storia come unicum fino alla prima Coppa del Mondo ufficialmente organizzata nel 1987: nessuna competizione internazionale su tale scala fu mai più ideata per i successivi sette decenni, a giudizio di Collins per rafforzare nell'immaginario collettivo la natura di «Coppa del mondo» del torneo post-bellico e per dare corpo al più ambito proposito di Rugby Football Union, ovvero quello di imporre il rugby a 15 come sport ufficiale dell'Impero britannico.

## Letteratura sull'argomento
- (EN) Tony Collins, The First World Cup? War, Empire and the 1919 Inter-Services Rugby Union Tournament, in Mary Bushby e Thomas V. Hickie (a cura di), Rugby History: the Remaking of the Class Game, Melbourne, Australian Society for Sports History - Victoria, 2007, ISBN 0-9757616-9-2.
- (EN) Tony Collins, The Oval World: A Global History of Rugby Hardcover, London, Bloomsbury Sport, 2015, ISBN 1-4088-4370-6.
- (EN) Howard Evans, Phil Atkinson, The King’s Cup 1919: Rugby’s First “World Cup”, Cardiff, St David’s Press, 2015, ISBN 1-902719-44-1.
- (EN) Matt Elliott, War Blacks: The Extraordinary Story of New Zealand's WWI All Blacks, Auckland, HarperCollins NZ, 2016, ISBN 1-77554-036-7.